# Adenocarpus decorticans
Adenocarpus decorticans es una especie de la familia de las fabáceas.

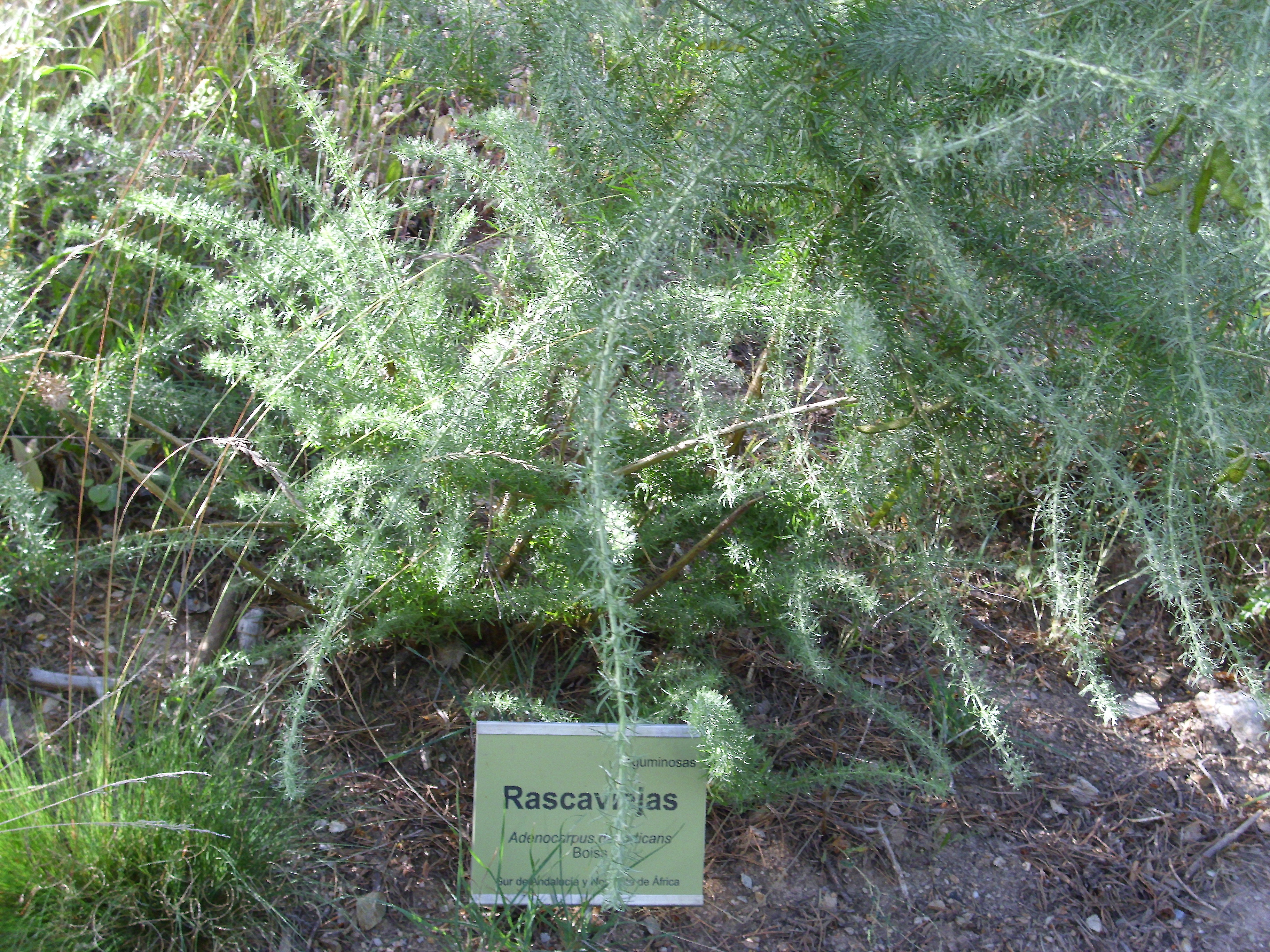
En su hábitat

## Descripción
La rascavieja (Adenocarpus decorticans) es un arbusto perennifolio, hermafrodita de hasta 3 m de altura, con ramificación erguida, con follaje muy denso, verde-grisáceo. Tronco grueso, a veces bien definido, con corteza pardo-rojiza o amarillenta. Hojas trifoliadas, alternas o fasciculadas, con estípulas caducas. Inflorescencia en racimos terminales muy densos. Cáliz con tubo campanular de 3-3,5 mm bilabiado, villoso sedoso; labio superior formado por 2 dientes largos y estrechos, inferior 3 dientes lineares subulados. Corola amariposada amarilla, con estandarte pubescente de 13-16 mm. El fruto es una legumbre de 3-6 cm linear oblonga comprimida, cubierta de tubérculos glandulares de rojos a negruzcos (algo a lo que alude el nombre del género; en griego αδενος = glándula, καρπος = fruto). La floración se produce en primavera verano y la fructificación en verano. La corteza de las ramas se desprende en tiras. Número de cromosomas 2n=52.

## Hábitat
Bosques y matorrales de media montaña (1000-2000 m) en ambiente húmedo o subhúmedo. En claros de quejigares y pinsapares sobre suelos silíceos.

## Distribución
Endemismo bético-rifeño. En el norte de África en el Rif central y occidental (Marruecos) y Montes de Tremecén (Argelia) y en la península ibérica en Sierra Nevada, Sierra de los Filabres, Sierra Almijara y Sierra del Endrinal.

## Nombre común
Aznacho, cenizo, racavieja, rasca, rascavieja, rascaviejas, rompesayos, sietesayos, siete sayos.

## Taxonomía
Adenocarpus decorticans fue descrita por Pierre Boissier y publicado en Bibl. Univ. Genev. Feb. 1836.
Etimología
Adenocarpus: nombre genérico que procede del griego aden, que significa "glándula" y karpos, que significa "fruto", haciendo referencia a una característica de las legumbres de estas plantas.
decorticans: epíteto latino que significa "con la corteza pelada".
Sinonimia
- Adenocarpus boissieri Webb
- Adenocarpus speciosus Pomel[7]